# Багазій Володимир Пантелеймонович
Багазі́́й Володи́мир Пантелеймо́нович (нар. 1902, с. Рябіївка, тепер Волочиський район — після червня 1942, Бабин Яр, Київ, Райхскомісаріат Україна) — український політичний діяч, член ОУН, голова (бургомістр) Київської міської управи (29 жовтня 1941 р. — 19 лютого 1942 р.).
Відповідно до українського законодавства може бути зарахований до борців за незалежність України у ХХ сторіччі.

## Життєпис
За фахом учитель. До війни працював у школі викладачем математики, був аспірантом Київського державного університету.
Належав до ОУН, під проводом Голови ПУН полковника А.Мельника.
Після того, як у 1941 році німці зайняли Київ, співпрацював з Українською національною радою, яку очолив Микола Величківський.
У вересні-жовтні 1941 року був заступником голови (бургомістра) Київської міської управи Олександра Оглоблина, а після відставки останнього сам займав цю посаду (жовтень 1941 — лютий 1942). З початку німецької окупації сприяв налагодженню адміністративного апарату Києва. За його участю формувалися департаменти муніципалітету, був створений Український червоний хрест, функціонувала Українська Національна Рада в Києві — представницький орган, що репрезентував українців в органах окупаційної влади.[джерело?] На керівні посади у Київську міську управу Володимир Багазій намагався призначати національно-свідомі кадри, головне — з ОУН. Прагнув усунути від керівництва містом окупаційну військову адміністрацію. Підтримував національно орієнтованих публіцистів (Івана Рогача, Олену Телігу та ін.)[джерело?].

### Загибель
За свою націоналістичну діяльність та саботаж розпоряджень окупаційної влади заарештований німецькою службою безпеки. Проти Багазія свідчив його заступник Всеволод Волканович, якого за це було звільнено з ув'язнення та відновлено на посаді заступника міського голови (завідував житловим фондом, згодом емігрував).
Розстріляний у 1942 року в Бабиному Яру разом з іншими діячами українського визвольного руху (точна дата невідома, але не раніше червня 1942 року).
Словесний портрет залишив відомий український письменник та діяч національно-визвольного руху Улас Самчук:
|  | Бувший радянський народний учитель. Високого росту, худий, трохи похилений наперед, прямий з малою горбинкою ніс, звучний, отвертий і рішучий голос, недбалі енергійні рухи. Учитель. У нас всі учителі… Пан Б. не звичайний учитель. Учителем він був лише тому, що так трапилося. Його призначення в політиці, в уряді, в адміністрації. Він горить іншими вогнями, ніж звичайний учитель. … Погляд його на емігрантів, які повернулись… Ну… Всі вони гарні люди, але більше фантасти, ніж практики. Необхідна ініціатива, необхідний конкретний і чисто практичний підхід до всіх справ. І тут ми погоджуємось |